# Bratskov
Bratskov er en herregård i Brovst, Jammerbugt Kommune (historisk Brovst Sogn, Øster Han Herred, Hjørring Amt). Bygningen indeholder i dag et historisk museum med bl.a. en stor samling af stenredskaber fra stenalderen fra fundsted i Brovst. Der er desuden kulturhus i hovedbygningen.

## Historie
Det ældste af det nuværende Bratskov er fra 1550.
Der har dog ligget en endnu ældre bygning i området iflg. visse kilder:
En Fjerdingsvej fra Bradskov ligger Nørøxe Sø, hvori berettes at have ståået et Slot, "Bratlingsborg" som skal være siunken, hvis Rester af Tag- og MUursten, samt pikkede Broer, skal endnuvære kiendelige , men i Henseende til Navnet, synes det noget fabelagtigt, siden man påå såå mange Steder, angiver det gamle Bratlingsborg at have ligget, som omsiunges i Kæmpeviserne.
...Om denne Sø, Nørøxe Sø, som ikke er meget dyb, men hvori der fiskes Aborrer, Gjedder og Brasen fortælles en Fabel: at der fordum har staaet en Herregaard Bratlensborg, som skal være siunken, og Bratskov i Sten opbygt. 
Om sagnet er sandt er uvist, men Bratskov kan spores tilbage til 1200-tallet. Det var ejet af flere af de store danske adelsslægter igennem tiden.
Den nuværende hovedbygningen er opført ca. 1550 i Rotfeldernes tid. Nordre sidelænge er fra 1700-tallet og søndre sidelænge fra ca. 1820. En voldgrav findes stadig på den østlige, nordlige og vestlige side med en lille bro over på den nordlige. Før var hele Bratskov omgivet af voldgraven. Voldgrave omkring større herregårde og godser ses ofte. De var beskyttelse mod krigeriske bønder. Af naboherregård nævnes Aggersborggaard, Aagaard og Frejstrupgaard; alle blev nedbrændt i 1441 af oprørske bønder.
I alt var godset i 1677 på over 700 tønder hartkorn. Hovedegården alene på 96 tønder hartkorn; godsbesidderen ejede seks kirker heriblandt Brovst Kirke
Landbruget i midten af 1900 tallet gik dårligt, og Brovst Kommune købte gården ved en auktion d. 21/6 1966 for 635.000 kr. Herregårdens mangeårige epoke var hermed forbi.

## Ejere
- Først i 1200-tallet Brod Ingesen
- Torsten Vilde (søn af Brod Ingesen)
- Før 1373	Ridder Ugod Torstensen (søn af Torsten Vilde)
- 1373	Niels Ingvorsen (Rotfeld)
- 1391	Margrethe Henriksdatter af Rydhave
- Niels Kalv (Rotfeld) og Erik Nielsen (Rotfeld)
- 1452	Niels Eriksen (Rotfeld)
- Morten Nielsen til Ellinggaard
- Niels Mortensen og Johan Mortensen
- 1471	Niels Eriksen
- 1481	Jens Nielsen (Rotfeld)
- 1504	Birgitte Andersdatter Bing
- Niels Jensen (Rotfeld)
- Jens Nielsen Rotfeld
- 1568	Kirsten og Margrethe Jensdatter Rotfeld
- mange forskellige ejere – bl.a. rigsråd Bjørn Kaas
- 1620	Sten Brahe
- Falk Falksen Gøye og Helvig Brahe
- 1643	Helvig Brahe
- 1655	Frantz Rantzau
- 1677	Palle Rantzau
- 1691	Frantz Rantzau
- 1739	Hans Rudolf v. Grabow til Urup
- 1765	Margrethe Øllegaard Rantzau
- 1772	Sophie Hedevig v. Grabow
- 1784	Ole Tønder Lange
- 1801	Klaus Børnsen og Peter Ditlefsen
- 1802	Ole Tønder Lange
- 1809	Arent Hassel Rasmussen
- 1811	Asmus Mau og Laurits Høyer
- 1815	Asmus Mau
- 1823	Hans Wilsbech
- 1826	Christen Skibsted
- 1865	Jens Skibsted
- 1885	M. V. Sass
- 1893	Vilhelm Hahne-Schmidt
- 1921	Hedeselskabet
- 1943	Chr. Rendbeck og N.Christoffersen
- 1943	H. Rasmussen
- 1954	Erik Brüel
- 1964	Karen-Margrethe Brüel f. Kieldsen[2]
- 1966  Brovst Kommune
- 2007 Jammerbugt Kommune